# Pupillidae
Famille
Le Pupillidae est une famille de mollusques appartenant à la classe des gastéropodes comprenant 10 genres selon ITIS.

## Liste des genres
Selon ITIS (11 novembre 2015):
- genre Bothriopupa Pilsbry, 1898
- genre Chaenaxis Pilsbry & Ferriss, 1906
- genre Columella Westerlund, 1878
- genre Gastrocopta Wollaston, 1878
- genre Nearctula Sterki, 1892
- genre Pupilla Leach, 1828
- genre Pupisoma Stoliczka, 1873
- genre Pupoides L. Pfeiffer, 1854
- genre Sterkia Pilsbry, 1898
- genre Vertigo O. F. Muller, 1774

Selon Catalogue of Life
- genre Lauria
- genre Pupilla